# Огинский, Александр
Князь Александр Богданович Огинский (ок. 1585 — 1667) — государственный и военный деятель Великого княжества Литовского, ротмистр, дворянин и полковник королевский, хорунжий трокский (1626—1636), хорунжий надворный литовский (1636—1645), воевода минский (1645—1649), каштелян трокский (1649—1667), староста рогачёвский.

## Биография
Представитель княжеского рода Огинских. Сын подкомория трокского, князя Богдана Матвеевича Огинского (ум. 1625) и Регины (Раины) Григорьевны Волович (ум. 1637/1646). Младшие братья — дворянин королевский Самуил Лев (ум. 1657), староста винницкий Дмитрий (ум. 1610) и каштелян мстиславский Ян (ум. 1640).
С 1600 года князь Александр Огинский учился в Кёнигсбергском университете. В 1605 году участвовал в разгроме шведской армии в битве под Кирхгольмом. В 1606 году продолжил своё обучение в университетах Альтдорфа и Ингольштадта.
В 1611 году в чине ротмистра Александр Огинский участвовал в осаде польско-литовской армией под предводительством Сигизмунда III Смоленска. В 1619 году был избран депутатом Литовского трибунала. В 1621 году ротмистр гусарский Александр Огинский принимал участие в битве с турецко-татарскими войсками под Хотином. Избирался послом на сеймы в 1623 и 1626 годах.
В 1627—1629 годах участвовал в польско-шведской войне в Лифляндии. В 1633 году был избран послом от Трокского воеводства на элекционный сейм, где поддержал кандидатуру Владислава IV Вазы на королевский престол Речи Посполитой.
Во главе собственной гусарской хоругви (120 чел.) князь Александр Огинский участвовал в русско-польской войне за Смоленск в 1632—1634 годах. Вошёл в состав польско-литовской комиссии, созданной для переговоров с московской делегацией, и участвовал в 1634 году в подписании Поляновского мира.
Являлся деятелем православного Виленского Святодуховного братства. В 1612 году участвовал в основании Минского Петропавловского монастыря. Избирался послом на сеймы в 1633, 1635 и 1643 годах. Исповедовал православие и был последним некатолическим сенатором Речи Посполитой.

## Семья
Был дважды женат. Его первой женой была Александра Шемет, внучка (по матери) каштеляна трокского Юрия Ходкевича, от брака с которой имел двух сыновей:
- Ян Огинский (ум. 1678)
- Богдан Огинский (ум. 1649), подчаший браславский (1635), хорунжий надворный литовский (1645)

До 1634 года вторично женился на княжне Катарине Полубинской (ум. после 1646), дочери князя Константина Полубинского (ум. 1640) и Софии Андреевны Сапеги (ок. 1595—1657). Дети:
- Марциан Александр Огинский (1632—1690), стольник трокский (1647), чашник великий литовский (1658), подстолий великий литовский (1659), стольник великий литовский (1661), кравчий великий литовский (1665), воевода трокский (1670—1684), канцлер великий литовский (1684—1690)
- Александра Констанция Огинская, жена писаря великого литовского Анджея Казимира Завиши
- Теодора Огинская, жена подкомория жемайтского Яна Гружевского